# Vladímir Sájarov
Vladímir Víktorovich Sájarov (en ruso: Влади́мир Ви́кторович Са́харов; 20 de mayo de 1853 - 1920) fue un general de caballería ruso que sirvió en el Ejército Imperial Ruso. En una carrera militar que se prolongó entre 1869 y 1917, sirvió en la guerra ruso-turca de 1877-1878, la guerra ruso-japonesa, y la I Guerra Mundial.

## Biografía

### Primeros años
Sájarov era descendiente de la nobleza de la Gobernación de Moscú y era miembro de la Iglesia ortodoxa rusa. En 1869, se graduó en el Segundo Cuerpo de Cadetes de Moscú.

### Carrera militar
Sájarov entró en el Ejército Imperial Ruso el 10 de agosto de 1869. Se graduó en la Primera Escuela Militar de Pávlovsk en 1871 y fue promovido a podporúchik (enseña) el 11 de agosto de 1871. Fue adscrito al Regimiento de Granaderos de la Guardia y se convirtió en suboficial de la Guardia el 17 de agosto de 1872. Fue promovido a teniente segundo el 6 de diciembre de 1874 y a teniente el 30 de agosto de 1876. En 1878, se graduó de la Academia del Estado Mayor Nikoláievskaya en la primera categoría. Fue promovido a capitán del Estado Mayor General el 6 de enero de 1878 y fue adscrito al Escuadrón de Entrenamiento de Caballería.
Sájarov tomó parte en al guerra ruso-turca de 1877-1878. El 25 de abril de 1878, se convirtió en adjunto al cuartel general de la 16.ª División de Infantería. El 23 de diciembre de 1879, se convirtió en asistente sénior adjunto del cuartel general del ejército.
El 31 de enero de 1879, Sájarov asumió el puesto de secretario de la sección educativa de la Escuela Junker de Infantería de Riga. El 4 de noviembre de 1880 pasó a ser inspector asistente de la 2.ª Escuela Militar Konstantínovski, y fue promovido a teniente coronel el 12 de abril de 1881. El 23 de octubre de 1881, fue de nuevo adscrito al Escuadrón de Entrenamiento de Caballería. El 30 de junio de 1882, empezó su servicio como director en la sección educativa de la Escuela de Oficiales de Caballería y recibió una promoción a coronel el 8 de abril de 1884. El 4 de abril de 1886, inició su servicio como jefe de la Escuela de Cadetes de Caballería de Elisavetgrado.
El 6 de enero de 1891, Sájarov se convirtió en jefe de Estado Mayor de la 14.ª División de Caballería y el 18 de marzo de 1891 asumió el puesto de jefe de Estado Mayor de la Fortaleza de Kronstadt. Sirvió como oficial comandante del 38.º Regimiento de Dragones de Vladímir entre el 24 de mayo de 1893 y el 12 de noviembre de 1897. Fue promovido a mayor general el 12 de noviembre de 1897 y fue nombrado al puesto de jefe de Estado Mayor del 5.º Cuerpo de Ejército. El 30 de junio de 1899, se convirtió en jefe de Estado Mayor del Cuerpo Separado de Guardias de Frontera.
Sájarov sirvió en China en 1900-1901 durante la Rebelión de los Bóxers. Fue comandante de las fuerzas en el norte de Manchuria entre el 30 de junio de 1900 y el 4 de septiembre de 1900. Por su distinción militar recibió la Espada Dorada por Valentía el 18 de agosto de 1901. Fue promovido a teniente general “por distinción militar” el 31 de enero de 1901, y entre el 16 de febrero y el 7 de mayo de 1901 estuvo al mando del Distrito de Transamur de la Guardia Fronteriza. El 7 de mayo de 1901, se convirtió en oficial comandante de la 4.ª División de Caballería. El 29 de noviembre de 1903, asumió el mando del 1.er Cuerpo de Ejército Siberiano.

### Guerra ruso-japonesa
La guerra ruso-japonesa comenzó el 8 de febrero de 1904 mientras Sájarov estaba al mando del 1.er Cuerpo de Ejército Siberiano, pero no vio combate antes de renunciar al mando en abril de 1904. El 5 de abril de 1904, se convirtió en jefe del cuartel general del 1.er Ejército Manchurio, participando en la batalla de Shaho en octubre de 1904. El 18 de octubre de 1904, se convirtió en jefe de Estado Mayor del comandante en jefe de todas las fuerzas de tierra y navales operando contra Japón, el General Alekséi Kuropatkin. Cumplió este cometido hasta el 17 de marzo de 1905, y recibió la Espada Dorada por Valentía con Diamantes el 26 de noviembre de 1904. Sirvió como miembro del Comité Alejandro de Heridos entre el 17 de marzo de 1905 y el 3 de enero de 1906, pasando a ser temporalmente comandante del 17.º Cuerpo de Ejército el 24 de septiembre de 1905 tras el desenlace inmediato de la guerra mientras continuó sirviendo en el comité.

### Entre guerras
Entre el 3 de enero y el 21 de abril de 1906, Sájarov estuvo al servicio del comandante en jefe de todas las fuerzas de tierra y navales en el Extremo Oriente. El 21 de abril de 1906 fue adscrito a la Stavka (Estado Mayor General). Tomó el mando del 7.º Cuerpo de Ejército el 11 de octubre de 1906 y fue promovido a general de caballería el 13 de abril de 1908. El 4 de noviembre de 1911 retornó a su servicio en el Comité de Heridos Alejandro. Mientras estuvo en el comité, simultáneamente se convirtió en comandante del 11.º Cuerpo de Ejército el 13 de diciembre de 1913.

### Primera Guerra Mundial
Cuando el Imperio ruso entró en la I Guerra Mundial el 1 de agosto de 1914, Sájarov todavía estaba al mando del 11.º Cuerpo de Ejército, que era parte del 3.er Ejército. Su cuerpo consistía de la 11.ª División de Infantería, la 32ª División de Infantería y la 11.ª División de Caballería. Comandó el cuerpo durante la batalla de Galitzia en agosto de 1914.
Entre el 22 de agosto de 1915 y 4 de septiembre de 1915, Sájarov sirvió como Gobernador Militar de Oremburgo, donde fue el jefe de la prisión y comandó las tropas de los cosacos de Oremburgo. No obstante, durante este periodo de 14 días —el término más breve en el puesto de cualquier gobernador de Oremburgo— nunca puso un pie en Oremburgo, y continuó las operaciones directas del 11.º Cuerpo de Ejército. El 4 de septiembre de 1915, Sájarov oficialmente retornó al mando del 11.º Cuerpo de Ejército, y el mismo día simultáneamente retornó al servicio como miembro del Comité Alejandro de Heridos.

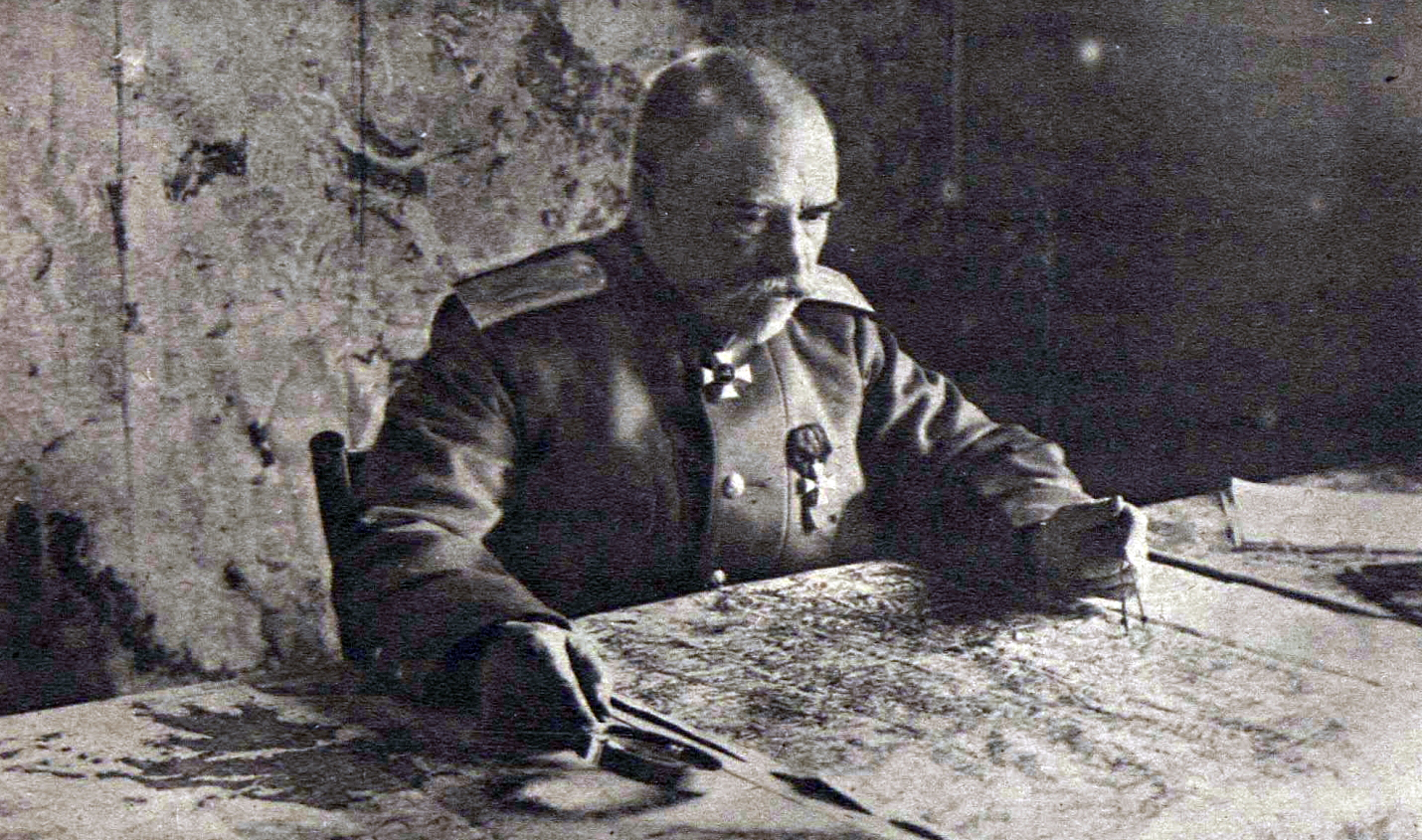
El general Sájarov en 1916.

El 25 de octubre de 1915, Sájarov se convirtió en comandante del 11.º Ejército, que operaba bajo el mando del Frente Suroccidental. Bajo su mando, el 11.º Ejército participó en la Ofensiva Brusílov en 1916. El 19 de octubre de 1916, tomó el mando del Ejército del Danubio, que el Ejército del Imperio Ruso había creado para proporcionar asistencia a Rumania durante la Campaña Rumana. Después de que el Ejército Imperial Ruso creara el Frente Rumano basado en el Ejército del Danubio y los restos del Ejército rumano, Sájarov fue nombrado asistente del comandante en jefe del Ejército rumano, el rey Fernando I de Rumania, el 12 de diciembre de 1916.

### Revolución y Guerra Civil Rusa
Después de que Revolución de Febrero derrocara al zar Nicolás II y resultara en la creación de la República Rusa bajo el Gobierno Provisional Ruso, Sájarov fue destituido del mando en el Frente Rumano el 2 de abril de 1917. Permaneció en el servicio activo del nuevo Ejército ruso, continuando solo como miembro del Comité Alejandro de Heridos, con el que servía desde septiembre de 1915.
Tras la toma de poder de los bolcheviques en la Revolución de Octubre el 7 de noviembre de 1917 y el estallido de la guerra civil rusa, Sájarov fue destituido del ejército. Vivió en Rumania, y después en Crimea. Según un informe de P. V. Makárov, adjunto del General Vladímir Mai-Mayevski del Ejército Blanco, Sájarov viajaba en un grupo de tres carruajes hacia la población de Crimea de Shabuldy —sin darse cuenta de que las fuerzas del Ejército Rojo y el Ejército Verde habían ocupado la villa— en 1920, cuando él y sus compañeros fueron capturados por un regimiento de partisanos del Ejército Verde hostiles al Ejército Blanco después de confundirlos por fuerzas amigas descansando en el camino. Sájarov estuvo entre los cinco hombres de los carruajes que los partisanos fusilaron cerca de Karasubazar en Crimea; el resto de ocupantes de los carruajes aceptaron unirse a los partisanos.

## Vida personal
Sájarov tenía un hijo, Dmitri Vladímirovich Sájarov, que nació en 1893.
El hermano mayor de Sájarov, Víktor Víktorovich Sájarov (1848-1905), también siguió una carrera militar, alcanzando el rango de teniente general.

## Condecoraciones
- Orden de Santa Ana, Tercera Clases (1879)
- Orden de San Estanislao, Tercera Clase (1880)
- Orden de Santa Ana, Segunda Clase (1888)
- Orden de San Vladimir, Cuarta Clase (1892)
- Orden de San Vladimir, Tercera Clase 1900)
- Espada Dorada por Valentía (1901)
- Espada Dorada por Valentía con diamantes (1904)
- Orden de San Estanislao, Primera Clase con Espadas (1904)
- Orden de Santa Ana, Primera Clase (6 de diciembre de 1911)
- Orden de San Jorge, Cuarta Clase (27 de septiembre de ) "Por distinción en acción contra el enemigo"
- Orden de San Jorge, Tercera Clase (27 de octubre de 1915) "Por acción con éxito en agosto y septiembre de 1915 en el área de Gayvoronki y Sokolusa, incluyendo la toma de unos 17.000 prisioneros"